# Eumida uschakovi
Eumida uschakovi är en ringmaskart som beskrevs av Kudenov 1979. Eumida uschakovi ingår i släktet Eumida och familjen Phyllodocidae. Inga underarter finns listade i Catalogue of Life.